# أندرو أجير
أندرو أجير هو ملحن كندي، ولد في 12 فبراير 1962.